# Itacurubi
Itacurubi is een gemeente in de Braziliaanse deelstaat Rio Grande do Sul. De gemeente telt 3.712 inwoners (schatting 2009).

## Aangrenzende gemeenten
De gemeente grenst aan Bossoroca, Santiago, Santo Antônio das Missões, São Borja en Unistalda.